# فیلیپ گرین
فیلیپ گرین (انگلیسی: Philip Green؛ زادهٔ ۱۵ مارس ۱۹۵۲) کارآفرین و سرمایه‌دار اهل بریتانیا است، که مالک گروه آرکادیا می‌باشد.